# Masteria machay
Espèce
Masteria machay est une espèce d'araignées mygalomorphes de la famille des Dipluridae.

## Distribution
Cette espèce est endémique de la province de Napo en Équateur,. Elle se rencontre vers Miraflores.

## Description
La femelle holotype mesure 4,57 mm.

## Publication originale
- Dupérré, Tapia, Quandt, Crespo-Pérez & Harms, 2021 : « From the lowlands to the highlands of Ecuador, a study of the genus Masteria (Araneae, Mygalomorphae, Dipluridae) with description of seven new species. » Zootaxa, no 5005(4), p. 538-568.